# Poľný Kesov
Poľný Kesov (ungarisch Mezőkeszi) ist eine slowakische Gemeinde im Okres Nitra und im Nitriansky kraj mit 632 Einwohnern (Stand 31. Dezember 2024).

## Geographie
Die Gemeinde befindet sich im Südteil des Hügellands Nitrianska pahorkatina (Teil des Donauhügellands) am Mittellauf des Baches Cabajský potok. Das Ortszentrum liegt auf einer Höhe von 172 m n.m. und ist 20 Kilometer von Nitra sowie 26 Kilometer von Nové Zámky entfernt.

## Geschichte
Zum ersten Mal schriftlich erwähnt wurde Poľný Kesov in den Zoborer Urkunden im Jahr 1113 als Kezu. Das Dorf gehörte zum Geschlecht Forgách, nach der kurzzeitigen Entziehung durch den Oligarchen Matthäus Csák fiel es an die ungarische Krone. Im 15. und 16. Jahrhundert war der Ort zwischen verschiedenen Herrschaftsgütern verteilt. Mitte des 16. Jahrhunderts besetzten die Türken den Ort und errichteten hier eine Schanze. 1570 gab es eine bewohnte und eine unbewohnte Ansiedlung. 1599 wurde Poľný Kesov von den Türken zerstört, woraufhin das Dorf als solches unterging und das Gebiet verteilt wurde.
Im 18. Jahrhundert entstand im Gemeindegebiet von Urmin eine Siedlung namens Horný Poľný Kesov, in derer man 1787 14 Häuser und 202 Einwohner zählte. Inzwischen entstand im Gemeindegebiet von Komjatice eine zweite Siedlung, die den Namen Dolný Poľný Kesov trug.
Bis 1918 gehörte der im Komitat Neutra liegende Ort zum Königreich Ungarn und kam danach zur Tschechoslowakei beziehungsweise heute Slowakei. 1940 wurden die beiden Siedlungen vereinigt und zur eigenständigen Gemeinde geschaffen.

## Einwohner
| Jahr                | 1994 | 2004    | 2014    | 2024    |
| ------------------- | ---- | ------- | ------- | ------- |
| Anzahl der Personen | 590  | 610     | 644     | 632     |
| Unterschied         |      | +3,38 % | +5,57 % | −1,86 % |

| Jahr                | 2023 | 2024    |
| ------------------- | ---- | ------- |
| Anzahl der Personen | 633  | 632     |
| Unterschied         |      | −0,15 % |

Nach der Volkszählung 2011 wohnten in Poľný Kesov 622 Einwohner, davon 582 Slowaken, zwei Tschechen und je ein Magyare, Pole und Russe. 35 Einwohner machten keine Angaben. 485 Einwohner bekannten sich zur römisch-katholischen Kirche, 15 Einwohner zur evangelischen Kirche A. B. und je ein Einwohner zur griechisch-katholischen Kirche, orthodoxen Kirche und zu den Siebenten-Tags-Adventisten; ein Einwohner war anderer Konfession. 58 Einwohner waren konfessionslos und bei 61 Einwohnern ist die Konfession nicht ermittelt.
Ergebnisse der Volkszählung 2001 (593 Einwohner):
| Nach Ethnie: - 98,65 % Slowaken - 0,84 % Tschechen - 0,17 % Magyaren | Nach Konfession: - 85,83 % römisch-katholisch - 10,46 % konfessionslos - 1,69 % keine Angabe - 1,01 % evangelisch |

## Bauwerke
- römisch-katholische Kirche aus dem Jahr 1940, die nach dem Umbau aus einem barocken Speicher entstand
- Landsitz im barocken Stil aus dem 18. Jahrhundert